# Border Patrol (film 1943)
Border Patrol è un film del 1943 diretto da Lesley Selander.
È un western statunitense con William Boyd e Andy Clyde. È una delle produzioni della serie di film western con protagonista il personaggio di Hopalong Cassidy, interpretato da William Boyd e creato dall'autore Clarence E. Mulford nel 1904.

## Produzione
Il film, diretto da Lesley Selander su una sceneggiatura di Michael Wilson, fu prodotto da Harry Sherman tramite la Harry Sherman Productions e girato a Kernville, in California, dall'11 giugno a fine giugno 1942. Il titolo di lavorazione fu Missing Men.

## Distribuzione
Il film fu distribuito negli Stati Uniti dal 2 aprile 1943 al cinema dalla United Artists.
Altre distribuzioni:
- in Australia il 24 giugno 1943
- in Svezia il 28 gennaio 1944 (Gränspatrullen)
- in Portogallo il 18 giugno 1945 (Patrulha da Fronteira)
- in Danimarca il 31 marzo 1954 (De forsvundne meksikanere)
- in Brasile (Patrulha Fronteiriça)

## Promozione
La tagline è: "Hoppy" STRADDLES THE BORDER AS BULLETS FLY!.